# Content Management System
 For alternative betydninger, se CMS. (Se også artikler, som begynder med CMS)
Et Content Management System (CMS) er et stykke software til at organisere og lette samarbejdet med at oprette dokumenter og anden information og hvorigennem enkeltpersoner eller grupper kan håndtere en mængde elektronisk indhold, for eksempel dokumenter, filer og billeder. Content management systemer er et system der er en del af begrebet Information management. CMS bruges også til opbevaring og single sourcing af et firmas dokumenter bestående af, men ikke begrænset til, manualer, salgsguides, tekniske manualer osv.

## Beskrivelse
Et Content management system er sommetider en webapplikation til håndtering af hjemmesider og deres indhold. Via en webserver udgives systemets websider på internettet eller en intranet-side.
Et CMS består af en række komponenter til styring af f.eks. roller, rettigheder, indholdsskabeloner og arbejdsgange, der kan tilpasses efter behov. Et CMS kan udvikles som et standardsystem eller specielt fremstilles til konkrete behov. Projektledelse af CMS-projekter kræver tværfaglige kompetencer, da det involverer både strategiske, kommunikationsfaglige og tekniske udfordringer.
Det første danske CMS blev udviklet under navnet DIMS (Dansk Internet Medie System) af multikunstneren Peter Wendelboe i 1995 som en platform, hvor udlandsdanskere kunne holde kontakt med hinanden og fremvise tekster, fotos lydfiler og videoer om danskernes liv under fremmede himmelstrøg. I 1996 fik systemet navneforandring til SmartCMS og blev gjort offentligt tilgængeligt på flere sprog.  

## Web Content Management
En speciel afart af CMS er Web Content Management (WCM) som fokuserer på et online indhold på en fælles hjemmeside på internettet eller et intranet.  
WCM'er udvikles i bl.a. ASP, .NET, PHP, Java, Perl og Python.  
Fordelen ved web content management systemer er, at man i de fleste kan redigere indholdet fra et vilkårligt sted ved hjælp af en almindelig webbrowser, som f.eks. Internet Explorer, Mozilla, Firefox og Opera, uden at skulle anvende et designprogram til at udforme siderne i, og uden at skulle kopiere de færdige sider med FTP til serveren.  Desuden behøver man normalt ikke at have programmeringserfaring, da indholdet er adskilt fra præsentationen.  I nogle tilfælde er det dog en fordel at kunne lidt HTML.

## Søgemaskineoptimeret CMS
Et søgemaskineoptimeret CMS er et Content Management System der er opbygget med fokus på søgemaskineoptimering.
De mest elementære ting er at systemet navngiver eller muliggør navngivning af titler, overskrifter og links. Gode muligheder for MetaTags og billedbeskrivelser er også fundamentalt. Content Management Systemets tilgængelighed over for søgemaskinerne er den anden hjørnesten. Alt skal være læsevenligt og indekserbart. Strenge Layoutregelsæt som W3C er ikke så vigtige som en korrekt formattering. Og et godt system underbygger en sådan formattering. 
CMS-versioner som benytter menunavigation via Javascript eller flash er generelt meget dårligt indekserbare og vil rangere dårligt i søgemaskinernes resultater. Der er udviklet både danske og udenlandske søgemaskineoptimerede CMS-systemer.

## Bemærkelsesværdige content management systemer[kilde mangler]
| Navn       | Platform | Understøttede databaser                                           | Sidste stabile version | License |
| ---------- | -------- | ----------------------------------------------------------------- | ---------------------- | ------- |
| CMSimple   | PHP      | Flat file database                                                | 4.7                    | AGPL    |
| Drupal     | PHP      | MySQL, MariaDB, PostgreSQL, SQLite, MongoDB, Microsoft SQL Server | 8.4                    | GPL     |
| Joomla!    | PHP      | MySQL, MariaDB, SQL Server, PostgreSQL                            | 5.2.3 (7 januar 2025)  | GPL     |
| MediaWiki  | PHP      | MySQL, PostgreSQL                                                 | 1.30                   | GPL     |
| TYPO3      | PHP      | MySQL, PostgreSQL, Oracle                                         | 9.1                    | GPL     |
| PHP-Fusion | PHP      | MySQL                                                             | 7.02                   | AGPL    |
| WordPress  | PHP      | MySQL                                                             | 4.9.4                  | GPL     |